# 제75보병사단
제75보병사단(第七十五步兵師團, 75th Infantry Division, 상징명칭: 철마부대)는 대한민국 육군의 동원보병사단이다. 경례구호는 단결이다. 사단 사령부는 경기도 남양주시에 있다. 평시에는 감편부대로 예비군 교육훈련을 담당하고 전시에 완편되어 작전을 수행한다.
1983년 7월 1일 경기도 남양주시에서 5군단 예하 제75훈련단으로 창설되었고, 이후 사단으로 재편성되었다.
2018년 4월 6일 육군동원전력사령부가 창설되자 5군단 예하에서 동원전력사령부 예하로 소속이 변경되었다.

## 편제
- 사단본부
- 제207보병여단
- 제208보병여단
- 제209보병여단
- 포병여단
- 전차대대
- 기타 사단 직할대

## 같이 보기
- 한반도 비무장 지대